# Айда Ясуакі
А́йда Ясуа́кі (яп. 【会田安明】, あいだやすあき; 10 лютого 1747 — 4 грудня 1817) — японський науковець, представник японської математичної традиції. 

## Життєпис
Народився у місцевості Моґамі провінції Дева (сучасна префектура Ямаґата). Вивчав математику під керівництвом Окадзакі Ясуюкі та Хонди Тошіакі. У 23 роки виїхав до Едо, де став дрібним чиновником шьоґунату Токуґава й працював на гідротехнічних роботах. Звільнився після корупційного скандалу, став заробляти математикою. 1785 року видав працю з критикою основної японської математичної школи Секі, що спричинило 20-річну полеміку її прихильників із автором. Заснував власну «моґамівську школу» математики (【最上流】, сайджьо-рю, дослівно — «найкраща школа»). Написав понад 3,3 тисяч рукописів, присвячених вивченню математики, зокрема теорії чисел, геометрії, методам спрощення ланцюгових дробів. Першим у Східній Азії ввів символ для позначення рівності. Найвідоміша праця — «Настанови щодо математики і алгебри» (【算法天生法指南】, сампō тенсей-хō шінан, 1811). Помер у Асакусі, Едо. Прізвисько — Сандзаемон (【算左衛門】), псевдо — Джідзай-тей (【自在亭】). Також — Айда Ясуакіра.